# William Oliver Rose
Pour les articles homonymes, voir William Rose et Rose.
William Oliver Rose (10 février 1871-4 mars 1936) est un homme politique canadien de la Colombie-Britannique. Il est député provincial conservateur de Nelson de 1916 jusqu'à sa démission en 1921 pour se présenter sur la scène fédérale.

## Biographie
Né à Lakesville sur l'Île-du-Prince-Édouard, Rose enseigne dans une école du Manitoba avant d'étudier la médecine à l'université McGill de Montréal. Graduant en 1898 et servant à l'Hôpital Royal Victoria, il s'établit ensuite à Nelson en Colombie-Britannique. 
Il entame une carrière publique en servant comme conseiller et maire de Nelson.
Il démission de son poste de député à l'Assemblée législative de la Colombie-Britannique pour se présenter sans succès comme candidat conservateur dans Kootenay-Ouest sur la scène fédérale lors de l'élection de 1921.
Rose meurt à Nelson en mars 1936 à l'âge de 65 ans
.